# Воскресенский, Александр Петрович
Александр Петрович Воскресенский (1854—1942) — земский врач, общественный деятель, Герой Труда (1932).

## Биография
Окончил Тульскую гимназию и Петербургскую военно-медицинскую академию.
Работал участковым врачом в Ардатовском уезде, в с. Тылызино, затем в с. Хухорево. На собственные средства открыл здесь больницу на 4 койки, много сделал для организации сельских школ и библиотек. В уезде читал лекции по охране здоровья, иллюстрируя их «теневыми» картинами.
А. П. Воскресенский выступал на пироговских съездах врачей в 1893 и 1902 годах.
Принимал участие в борьбе против эпидемий в Поволжье.

## Награды
- Первым из врачей Симбирской губернии получил звание Герой Труда.